# Poznański Chór Polihymnia
Poznański Chór Polihymnia – chór mieszany działający w Poznaniu, powstały w 1983 z inicjatywy prof. Janusza Dzięcioła. 
Wykonywana muzyka: muzyka różnych epok - od Średniowiecza do współczesności. Chór współpracował z Filharmonią Poznańską przy realizacji Requiem Mozarta, IX Symfonii Beethovena, Symfonii Psalmów Strawińskiego i Veni Creator Szymanowskiego. Koncertował w Niemczech, Austrii, Belgii, Francji, Hiszpanii, Holandii, Rosji i we Włoszech.
Osiągnięcia i nagrody:
- festiwal w Lindenholzhausen - I miejsce (1996),
- Legnica Cantat - II miejsce (2001),